# البرازيل في الألعاب الأولمبية الصيفية للشباب 2010
البرازيل من بين الدول المشاركة في الألعاب الأولمبية الصيفية للشباب 2010 بسنغافورة.

## تنس الطاولة
الرياضيون البرازيليون الذين حجزوا بطاقات تأهلهم للألعاب الأولمبية للشباب.
ذكور
- خوتي ايريك

إناث
- كارولينا كوماهارا

## تنس
ذكور
- تياغو فيرناندس